# Salvare la faccia (film 1969)
Salvare la faccia  è un film del 1969 diretto da Rossano Brazzi con lo pseudonimo Edward Ross.
Il film è stato distribuito negli Stati Uniti con il titolo Psychout for Murder.

## Trama
Una giovane ereditiera viene internata in manicomio perché sorpresa in un bordello insieme al suo fidanzato, il quale peraltro aveva organizzato la cosa al fine di ricattare il ricco padre della ragazza. Dopo essere stata rilasciata, darà sfogo alla propria vendetta.